# Szókincs
Legáltalánosabb meghatározása szerint a szókészlet egy adott nyelv szavainak az összessége. Egyes nyelvészek szerint ez a definíció a nyelv létének egy bizonyos momentumára érvényes. Más szempontból egyes szerzők lexikai egységek vagy lexémák összességéről szólnak, amely fogalomba egyesek állandósult szókapcsolatokat is beleértenek. Egy másik meghatározás szerint „a szókészlet egy nyelv, egy nyelvréteg közösségi jellegű, társadalmi érvényű szavainak és kifejezéseinek összessége”, tehát szókészlete egy „nyelvnek, a közéletnek, egy-egy tudománynak, szakmának, valamely nyelvjárásnak” van. Megkülönböztetendő a szókincstől, amely „az egyes ember által ismert és használt szavaknak és kifejezéseknek az együttese”. Egyes angol és francia nyelvű szerzők ebben az értelemben különböztetik meg egyrészt az (angolul) lexis vagy lexicon, (franciául) lexique, másrészt az (angolul) vocabulary, (franciául) vocabulaire terminusokat, de mások ugyanazt értik mindkét terminus alatt.
A szókészlet a nyelv egyik alapvető összetevője, a másik kettő a fonológiai rendszere és a nyelvtani rendszere lévén. Az utóbbi kettőhöz viszonyítva a szókészlet nyitott rendszer, amely könnyen képes új elemeket magába foglalni, miközben régi szavak kihalhatnak belőle, mivel a szavak állnak a legszorosabb kapcsolatban a társadalmak életével, amelyben folyamatosan történnek anyagi és szellemi kulturális változások.
A szókészlettel a nyelvészet több tudományága foglalkozik. A legátfogóbb a lexikológia (szókészlettan), amely szinkrón nézetben, azaz a nyelv aktuális állapotának a szempontjából tanulmányozza, de diakrón, azaz történeti nézetben is, a szótörténet révén. Külön ága, az etimológia (szófejtés), a szavak eredetével foglalkozik. Az állandósult szókapcsolatokra is szakosodott egy másik ága, a frazeológia. A lexikológia testvérága, a lexikográfia, a szótárak készítésének tudománya.

## A szókészlet felosztásai
A szókészletet több szempontból szokták felosztani.

### A szavak társadalmi fontossága szerint
Ebből a szempontból a szavakat az alapszókészletbe és a perem- vagy kiegészítő szókészletbe sorolják anélkül, hogy közöttük éles határ lenne.
Az alapszókészletbe tartozó szavak lényegesek ahhoz, hogy lehetséges legyen a nyelvi kommunikáció, ezért a nyelv összes beszélője ismeri és használja őket. Jellemző még rájuk, hogy általában régóta megvannak a nyelvben, hogy alapszavai számos tagú szócsaládoknak, és hogy jórészt többjelentésűek. Ilyen szavak a magyarban a kenyér, eszik, piros, tíz, most, könyv, fül, hall, szőlő, szem, piac stb.
Hogy hány szó tartozik az alapszókészlethez, és mely szavak, azt nem lehet pontosan megállapítani, de azok bizonyára hozzá tartoznak, amelyeknek megfelelői a lehető legtöbb nyelvben megvannak. E szavak megállapítására törekedett Morris Swadesh, aki a nevét viselő szólistát alkotta, végül száz olyan szót hagyva meg benne, amelyek alapvető cselekvéseket, alapvető testrészeket, természeti tárgyakat és jelenségeket, rokoni státuszokat neveznek meg, valamint egyszerű számneveket, névmásokat, időbeli és térbeli viszonyítószavakat, kizárva közülük a nem általános természeti és kulturális környezetre vonatkozó fogalmakat.
A alapszókészleten kívüli szavak a kiegészítő szókészletet képezik. Jellegzetességei ellentétesek az alapszókészletéivel. Beletartoznak például a zsandár, ínyvitorla, ebadó, lopótök, kúpkerék, szófajváltás, szputnyik, sugárhajtású, szélesvásznú, karburátor, zuzmó, buksza szavak.

### A szavak eredete szerint
A szavak egy része ősi, alapnyelvi. A magyar nyelv esetében az uráli, a finnugor és az ugor együttélés korából öröklődtek. Többségük egy szótagú, viszonylag kevés a számuk (kb. 1200), de használati arányuk nagyon nagy, mivel számos tagú szócsaládok származnak belőlük. Ezen szavak egy része egybeesik az alapszókészlet egy részével. Az örökölt szavak közé tartoznak például a szem, száj, fog, mell, szív, ős, apa, nő, feleség, meny, ég, világ, éj, ősz, esik, fecske, lúd, hal, eb, lepke, fű, fa, ág, fűz, fenyő, falu, lakik, háló, kés, szíj, köt, varr, szalag, szül, jön, él, hal, eszik, iszik, alszik; én, ő, mi, ti, ez, maga, ennyi, egy, kettő, három, négy, öt, hat, húsz, harminc, száz, első, második szavak. Az ősi szavak a magyar szókészlet 8%-át teszik ki.
A szókészlet egy másik része belső keletkezésű szavakból áll. A magyarban ilyen a szavak 80%-a. Ezek azután keletkeznek, miután egy adott nyelvet már annak lehet tekinteni, amilyennek nevezik. Szóteremtéssel jönnek létre indulatszavak (pl. ejnye, nosza, tyuhaj), hangutánzó szók (csörög, susog, csiripel) gyermek- és dajkanyelvi szavak (tente), állathívogató, -terelő és -űző szavak (pí-pí-pí, hess). Szóalkotási módszerekkel is sok szó keletkezik már meglévő szavakból. Ilyen a szóképzés, amely a magyarban utóképzőkkel történik (szíves, szívtelen), más nyelvekben előképzőkkel is, vagy egyszerre mindkétféle képzővel, pl. (franciául) intolérable ’tűrhetetlen’, embranchement ’elágazás’. A szóösszetétel is jelentős eszköze a magyarban a szókészlet gyarapításának (pl. gabonatárolás, drágakő, rejtekhely). Vannak még mozaikszók (tévé, EU, kft) és egyéb ritkább módszerekkel alkotott szavak: elvonással (kapál → kapa), szórövidüléssel (laboratórium → labor), szóvegyüléssel (csupa + kopasz → csupasz), népetimológia útján (durrdefekt < német Durchdefekt).
Egyéb szóforrásokat más nyelvek képeznek. Egyes nyelvek könnyebben fogadnak be jövevényszavak, mint mások. Például a román nyelv szókészletének csaknem 62%-a ilyen szavakból áll, miközben a magyarban ez az arány csak 7%. Vannak olyan jövevényszavak, amelyek olyan régen kerültek a nyelvbe, hogy nem ilyeneknek élnek a beszélők tudatában. A magyarban ilyen szavak főleg török (pl. bika, kalauz, betyár), szláv (király, család, kalász), latin (templom, iskola, tinta) és német (lant, polgár, cukor) eredetűek. Idegen szavaknak számítanak azok, amelyek nem újonnan kerültek ugyan a nyelvbe, de idegen realitásokat neveznek meg, mint a műveltségszók (pl. gondola, mecset, piramis). Azok is idegenek, amelyek viszonylag újonnan jelentek meg, idegen, vagy a befogadó nyelv területén új realitásokat neveznek meg, és idegeneknek érzik őket. Ilyen viszonylag sok angol eredetű szó, mint bróker, fájl, klónoz stb.
A külső és a belső szókészlet-gyarapítási módszerek között helyezkedik el a tükörfordítás. Példák tükörszavakra: szerb/horvát Cvetna nedelja > virágvasárnap, latin eliminare > kiküszöböl, német Einfluß > befolyás.
A fentieken kívül vannak bizonytalan eredetű, ismeretlen eredetű és vitatott eredetű szavak is, melyek nem képeznek külön kategóriát a szókészletben, mivel a fenti kategóriákhoz tartoznak, csakhogy a nyelvtudomány jelenlegi állása szerint nem lehet őket ezekbe sorolni. A magyar szókészlet 5%-a ilyen. Példák: nász, agyag, ponty.

### Nyelvváltozatok szerint
Mivel a szókészlet a nyelv összetevői közül a legkevésbé stabil, elsősorban szavak különböztetik meg a nyelvváltozatokat. Ezeket egyikükhöz, a köznyelvnek is nevezett sztenderd nyelvváltozathoz szokták viszonyítani azzal a céllal, hogy megállapítsák a jellegzetességeiket. A nyelvváltozatokat nem lehet élesen elkülöníteni egymástól, annál is inkább, mivel egyazon beszélő két vagy több nyelvváltozatot is ismerhet, és általában folytonos átvételek történnek egyik nyelvváltozatból a másikba.

#### Tájszók
Vannak területi nyelvváltozatokra jellemző szavak, ún. tájszók, amelyek közül a valódiak köznyelvi szavak szinonimái (pl. a kalotaszegi bapó ’nagyapa’), a jelentésbeliek pedig más jelentéssel használt olyan szavak, amelyek a köznyelvben is megvannak, pl. a bihari cseléd ’gyerek’.

#### Csoportnyelvek
Egyéb nyelvváltozatok társadalmi jellegűek. Általánosan csoportnyelveknek nevezhetők, mivel különféle szempontokból megállapított közösségek használják. Ezek lehetnek azonos foglalkozásúak, kedvtelésűek, életmódúak, életkorúak stb.
Mindegyik tevékenységi területnek, szakmának, mesterségnek, tudományágnak, műszaki ágnak, művészetnek, sportnak megvan a maga ún. szaknyelve, azaz szakszókészlete, terminológiája. Példák: fékhenger (autószerelés), kaptafa (cipészmesterség), hullámos furnír (fafeldolgozás), heveder (szíjgyártás), koleszterin (orvostudomány), zsoltár (egyes vallások), mélyszántás (mezőgazdaság), betonadalék (építőipar), hajtás (vadászat), csendélet (festőművészet).
A kedvtelésből űzött foglalatosságoknak is megvan a maguk szókészlete, az ún. hobbinyelvek, például a kártyázóké (pász, treff) vagy az amatőr sakkozóké (bástya, királynő).
Életkori nyelvváltozatok is vannak. A gyermeknyelv, amely ugyanakkor dajkanyelv is, olyan szavakból áll, amelyeket a felnőtt ad a kisgyerek szájába, hogy tudja kiejteni, és olyanokból, amelyeket a gyerek a felnőttektől hall, pl. boci, bibi, vauvau.
Ifjúsági nyelvet is számon tartanak. Ennek keretében léteznek jellegzetes foglalkozásokhoz kötött nyelvek. A francia katonanyelvben például olyan szavak vannak, mint marsouin ’tengerészgyalogos’ (szó szerint egy tengeri állat neve), gnouf ’fogda’ (ismeretlen eredetű), cuistance ’konyha’ (a cuisine köznyelvi ’konyha’ szóból, képző hozzáadásával).
A magyar diáknyelvhez tartoznak például a suli, kolesz, matek stb. szavak. Franciaországban egyes felsőoktatási intézményeknek is megvannak a saját jellegzetes szavaik. A cagne vagy khâgne (a középkori franciában ’rossz fajtájú kutya’) egyes grandes écoles-okra (szó szerint ’nagy iskolák’) felkészítő osztály, conscrits-nak (a köznyelvben ’besorozott, újonc’) nevezik az École polytechnique és az École normale supérieure elsőéveseit, az utóbbiban pedig turne (az ún. népi nyelvben ’nyomorúságos ház’) a neve a kollégiumi szobának.
A francia nyelvészeti irodalomban a katonanyelvre, a diáknyelvre, az egyetemisták nyelvére az argot terminust használják, amely eredetileg csak „tolvajnyelv”-et jelentett. Ez az, amelyet bűnözők használnak azzal a céllal, hogy rajtuk kívül ne érthesse más. Vannak benne csak tolvajnyelvi szavak (pl. matér ’pénz’), a köznyelvben más jelentéssel használt szavak (dohány ’pénz’), köznévvé vált tulajdonnevek (dezső ’dollár’), jövevényszavak (jatt ’kéz’).
Ezeknek a csoportnyelveknek az angol nyelvű szakirodalomban a slang ’szleng’ terminus felel meg. A magyar szakirodalomban Zsemlyei 2009 szerint az argó és a szleng „a bizalmas társalgási stílusnak a tolvajnyelvvel érintkező válfaját jelöli, főleg a nagyvárosi emberek, de közöttük is inkább a fiatalság nyelvhasználatát”. Bokor 2007 az argót a tolvajnyelv szinonimájaként érti, a szlenget pedig ennek „szelídebb változata”-ként, amelyhez olyan szavak tartoznak, mint balhé, meló, lenyúl stb.
A „zsargon” terminust a magyar szakirodalomban általában olyan beszélők nyelvezetére vonatkoztatják, amelyek ezzel is összetartozásukat, elkülönülési szándékukat, beavatottságukat érzékeltetik. Ilyen volt egykor egyes polgárok, kispolgárok által is utánozott, nemesi körökben használt ún. szalonnyelv, olyan szavakkal, mint snájdig ’jóvágású’, flört, sikkes. Ilyen értelemben a tolvajnyelv is egy zsargon, A „zsargon” eredetileg a francia jargon szó, amely a középkor vége felé tolvajnyelv elnevezése volt, ma pedig általában egy bizonyos embercsoporton kívül érthetetlen nyelvezetet jelent. Ebből a jellegzetességéből kiindulva olykor a szaknyelvekre is értik.
A francia nyelvészeti hagyományban van egy, a fentitől különböző szociolingvisztikai csoportosítás is, amely ún. nyelvi regisztereket vagy szinteket (registres vagy niveaux de langue) állapít meg egy „többé-kevésbé informális és spontán → többé-kevésbé formális és kidolgozott” skálán. Colette Stourdzé francia nyelvész szerint az alábbi regiszterek léteznek, éles határ nélkül két szomszédos regiszter között:
népi → fesztelen (bizalmas) → szokásos (beszélt → írott) → választékos → irodalmi
A fesztelen, a szokásos és a választékos a fő regiszterek. Egyazon beszélő is bírhatja és használhatja mindegyiküket, ha megvan az elégséges iskolázottsági szintje a másodikhoz és főleg a harmadikhoz. A különböző regisztereket használva tud megfelelően viselkedni különböző beszédhelyzetekben, ha például ismer regiszterek szerinti szinonimákat, olyanokat, mint piás, részeg és ittas, vagy hülye, buta és ostoba. Hasonló nézet van meg az angol nyelvvel foglalkozó nyelvészetben is.
Ebben az értelemben Zsemlyei 2009 beszédstílusokról szól, miközben regisztereken „olyan szótári egységekből álló kollekciók[at ért], amelyeket különböző foglalkozási vagy társadalmi csoportokkal kapcsolunk össze”.
A mai szépirodalomnak nincs jellegzetes szókészlete, mivel mindegyik nyelvváltozat szókészletéből merít. Az irodalmi nyelvről mint szókészlete alapján is tisztán elkülöníthető nyelvváltozatról csak egyes korok irodalmával kapcsolatban lehet beszélni, mint például a francia klasszicista irodalom nyelvéről.

### Archaizmusok és neologizmusok
A nyelv aktuális állapotában szókészletének van egy nagy használatos élőnyelvi rétege, és két másik rétege, melyek jelentősen kisebbek az előzőnél.
Az egyik kisebb réteg az archaizmusoké, azaz a kipusztult és az elhalófélben levő szavaké. Valódi vagy fogalmi archaizmusok azok, amelyek már nemlétező realitásokat neveznek meg, például dézsma vagy széncsata. Nem valódi archaizmus az, amelyet újabb szó helyettesített meglévő realitás megnevezésére. Az ilyen archaizmus lehet névbeli, azaz csak megnevezési (pl. rér ’sógor’); jelentésbeli, ha a szó maga még mindig használt, de régi jelentésével már nem (marha ’kincs, vagyon’); formai, vagyis egy aktuális szó elavult alakja (pediglen). Egyes archaizmusok még ma is megtalálhatók a történelmi szakirodalomban és a történelmi ihletésű szépirodalmi művekben.
A másik kisebb réteg a neologizmusoké, vagyis az újonnan a nyelvbe került szavaké szóalkotás vagy tükörfordítás útján, illetve jövevényszavakként. Ezek között is vannak valódiak (űrrepülő, digitalizál), névbeliek [számítógép (komputer)], jelentésbeliek (átvilágítás, egér) és formaiak (labor, fagyi). Egyes szerzők megjegyzik, hogy a neologizmus meghatározásához az is hozzátartozik, hogy a beszélők újnak érzik. Neologizmusnak szokták nevezni azokat a szavakat is, amelyeket szándékosan alkotnak bizonyos személyiségek. Egyesek csak egyszeri használatúak maradnak, mint például Kosztolányi Dezső csevegdél szava. Vannak azonban olyanok is, amelyek meghonosodnak, legalábbis egy bizonyos nyelvváltozatban. Ilyenek például a surréalisme ’szürrealizmus’ és a surréaliste ’szürrealista’, melyeket Guillaume Apollinaire francia költő kreált.

### A szavak jelentése szerint
Egyes nyelvészek kategóriákba osztják a szókészletet aszerint, hogy milyen típusú a szavak jelentése. Megtalálható például lexikai szavakra és grammatikai szavakra való felosztás.
Egy másik felosztás szerint vannak fogalmi tartalmú szavak (a főnevek, a melléknevek, a számnevek, a névmások, az igék és a határozószók) és fogalmi tartalom nélküliek. Az utóbbiak között vannak tisztán grammatikai jelentésű szavak (a névelők), túlnyomóan grammatikai jelentésű és nagyon gyenge, elvont lexikai jelentéssel bíró szavak (az elöljárószók, a kötőszók), érzelmi állapotot, akaratot kifejező szavak (az indulatszók) és hangokat, zajokat utánzó szavak (hangutánzó szók).
Megint más szempontból vannak egyrészt konkrét szavak, melyeknek érzékelhető tartalmuk van. Ilyenek egyes főnevek (pl. fiú, fa), egyes melléknevek (édes, fekete) és egyes igék (fütyül, villámlik). Másrészt vannak absztrakt szavak, azaz érzékelhetetlen tartalmúak: főnevek (tisztesség, bátorság), melléknevek (ügyes, megértő), igék (gondolkodik, tűnik) és a többi szófajhoz tartozó szavak: kettő, tíz, ti, ők, annyi, mintha, nélkül, át, és, de stb.
A szavak jelentésének a száma szerint is fel lehet osztani a szókészletet, mégpedig egyjelentésű szavakra, melyek száma viszonylag kicsi (pl. ács, ambrózia, bojt, fagott, köpcös, savgyök, szitok) és többjelentésű szavakra, amilyen a legtöbb szó (ábécé, dalol, föld, kocsi, rab, tép).

### Aktív szókincs és passzív szókincs
Az egyéni szókészlet vagy szókincs olyan szavakra oszlik, melyeket a beszélő használ (aktív szókincs), és olyanokra, amelyeket ismer, de egyáltalán nem, vagy csak ritkán használ. Az aktív szókincs a nyelv alapszókincsét tartalmazza, és azokat a kiegészítő szókészletbeli szavakat, amelyek az egyén foglalkozásával és érdeklődési körével kapcsolatosak. A passzív szókincs szavai mind a kiegészítő szókészlethez tartoznak. A passzív szókincs egy része az egyén életében történő változások függvényében mozog a két szókincs között.

## Szócsoportok
A szavak nemcsak a fenti kritériumok szerint megállapítható nagy szókészlet-részekre oszlanak, hanem kisebb csoportokat is alkotnak. Főleg jelentésük szerint többféle szempontból kapcsolódnak egymáshoz szavak. Ezek szerint vannak:
- szinonimák, azaz rokonértelmű szavak: szalad, rohan, száguld, vágtat;[10]
- antonimákként, azaz ellentétes jelentésűekként párosítható szavak: fehér – fekete, élet – halál, hideg – meleg, fiatal – öreg;[51]
- homonimák, vagyis azonos alakú, de eltérő jelentésű szavak: csap (ige) – csap (főnév), hát (főnév) – hát (határozószó, kötőszó, módosítószó), nyár ’évszak’ – nyár ’nyárfa’;[51]
- lexikai-szemantikai mezőt alkotó, azaz asszociatív viszonyban álló szavak: ebéd, étterem, dél, menza, leves, hús, íztelen, főz, eszik, éhes, kopog a szeme;[10]
- hiperonímia – hiponímia viszonyban álló, vagyis egymáshoz viszonyítva mellé-, fölé- vagy alárendelt fogalmakat megnevező szavak: virág (fölérendelt), rózsa, viola, tulipán (egymás mellérendeltjei és a virág alárendeltjei).[53]
- szócsaládok, azaz szóképzés, szóösszetétel és igekötő hozzáadása útján alkotott szócsoportok, pl. vér, véres, vértelen, vérzik, vérpiros;[10] áll, megáll; fordul, felfordul.[51]
- közelebbi vagy távolabbi származásbeli, és ugyanakkor jelentésbeli rokonságban álló szavak, pl. ragya, rozsda, rőt, rubin, rúzs.[54]